# Psednos rossi
Psednos rossi är en fiskart som beskrevs av Chernova och Stein 2004. Psednos rossi ingår i släktet Psednos och familjen Liparidae. Inga underarter finns listade i Catalogue of Life.